# Campeonato Femenino de la UEFA de 2001
El Campeonato Femenino de la UEFA de 2001 fue la octava edición del Campeonato de Europa Femenino de la UEFA. Se disputó entre el 23 de junio y el 7 de julio de 2001 en Alemania.

## Sedes
| Aalen                     | Erfurt             | Jena                 |
| ------------------------- | ------------------ | -------------------- |
| Scholz-Arena              | Steigerwaldstadion | Ernst-Abbe-Sportfeld |
| Aforo: 14 500             | Aforo: 18 611      | Aforo: 12 990'       |
|                           |                    |                      |
| Reutlingen                | Ulm                |                      |
| Stadion an der Kreuzeiche | Donaustadion       |                      |
| Aforo: 15 228             | Aforo: 19 500      |                      |
|                           |                    |                      |

## Formato de competición
Una vez clasificados ocho equipos nacionales, siete a través de un sistema de grupos clasificatorios y Alemania como país anfitrión, estos se distribuyen en dos grupos de cuatro equipos cada uno, el grupo A y el grupo B. Cada equipo juega un partido contra cada equipo del grupo, por lo que cada equipo disputará tres encuentros. Se clasifican para la siguiente ronda los dos primeros de cada grupo y estos se enfrentarán a los dos primeros del otro grupo en semifinales. El ganador de cada una de las semifinales irá a la final, cuyo ganador será el campeón.

## Equipos participantes
| Alemania   | 5 | Campeona en 1989, 1991, 1995, 1997 |
| Dinamarca  | 4 | Semifinalista en 1984, 1993        |
| Francia    | 1 | Fase de grupos en 1997             |
| Inglaterra | 3 | Semifinalista en 1987, 1995        |
| Italia     | 6 | Subcampeona en 1993, 1997          |
| Noruega    | 6 | Campeona en 1987, 1993             |
| Rusia      | 1 | Fase de grupos en 1997             |
| Suecia     | 5 | Campeona en 1984                   |

1 Negrilla indica campeón para ese año. Italica indica anfitrión para ese año.

## Fase de grupos
- Todos los horarios corresponden a la hora local de Alemania (UTC+1).

### Grupo A
| Equipo     | Pts | PJ | PG | PE | PP | GF | GC | Dif |
| ---------- | --- | -- | -- | -- | -- | -- | -- | --- |
| Alemania   | 9   | 3  | 3  | 0  | 0  | 11 | 1  | 10  |
| Suecia     | 6   | 3  | 2  | 0  | 1  | 6  | 3  | 3   |
| Rusia      | 1   | 3  | 0  | 1  | 2  | 1  | 7  | -6  |
| Inglaterra | 1   | 3  | 0  | 1  | 2  | 1  | 8  | -7  |

| 23 de junio de 2001 | Alemania                      | 3:1 (1:1) | Suecia        | Steigerwaldstadion, Erfurt                                 |                                                            |
| 14:15               | Müller 42', 65' · Meinert 78' | Reporte   | Ljungberg 14' | Asistencia: 10,252 espectadores Árbitra: Katriina Elovirta | Asistencia: 10,252 espectadores Árbitra: Katriina Elovirta |

| 24 de junio de 2001 | Rusia            | 1:1 (0:1) | Inglaterra | Ernst-Abbe-Sportfeld, Jena                                  |                                                             |
| 17:30               | Svetlitskaya 62' | Reporte   | Banks 45'  | Asistencia: 1,253 espectadores Árbitra: Rita Ruiz Tacoronte | Asistencia: 1,253 espectadores Árbitra: Rita Ruiz Tacoronte |

| 27 de junio de 2001 | Alemania                                                 | 5:0 (1:0) | Rusia | Steigerwaldstadion, Erfurt                                    |                                                               |
| 15:00               | Wiegmann 43' · Prinz 50' · Meinert 69' · Smisek 73', 89' | Reporte   |       | Asistencia: 6,249 espectadores Árbitra: Bente Ovedie Skogvang | Asistencia: 6,249 espectadores Árbitra: Bente Ovedie Skogvang |

| 27 de junio de 2001 | Suecia                                                      | 4:0 (2:0) | Inglaterra | Ernst-Abbe-Sportfeld, Jena                              |                                                         |
| 17:00               | Törnqvist 3' · Bengtsson 26' · Ljungberg 75' · Eriksson 80' | Reporte   |            | Asistencia: 1,000 espectadores Árbitra: Claudine Brohet | Asistencia: 1,000 espectadores Árbitra: Claudine Brohet |

| 30 de junio de 2001 | Inglaterra | 0:3 (0:0) | Alemania                                  | Ernst-Abbe-Sportfeld, Jena                                     |                                                                |
| 14:10               |            | Reporte   | Wimbersky 57' · Wiegmann 65' · Lingor 67' | Asistencia: 11,312 espectadores Árbitra: Bente Ovedie Skogvang | Asistencia: 11,312 espectadores Árbitra: Bente Ovedie Skogvang |

| 30 de junio de 2001 | Suecia         | 1:0 (0:0) | Rusia | Steigerwaldstadion, Erfurt                                |                                                           |
| 14:10               | Fagerström 76' | Reporte   |       | Asistencia: 820 espectadores Árbitra: Rita Ruiz Tacoronte | Asistencia: 820 espectadores Árbitra: Rita Ruiz Tacoronte |

### Grupo B
| Equipo    | Pts | PJ | PG | PE | PP | GF | GC | Dif |
| --------- | --- | -- | -- | -- | -- | -- | -- | --- |
| Dinamarca | 6   | 3  | 2  | 0  | 1  | 6  | 5  | 1   |
| Noruega   | 4   | 3  | 1  | 1  | 1  | 4  | 2  | 2   |
| Italia    | 4   | 3  | 1  | 1  | 1  | 3  | 4  | -1  |
| Francia   | 3   | 3  | 1  | 0  | 2  | 5  | 7  | -2  |

| 25 de junio de 2001 | Italia          | 2:1 (1:0) | Dinamarca | Scholz-Arena, Aalen                                     |                                                         |
| 17:30               | Panico 12', 72' | Reporte   | Bukh 75'  | Asistencia: 3,193 espectadores Árbitra: Nicole Petignat | Asistencia: 3,193 espectadores Árbitra: Nicole Petignat |

| 25 de junio de 2001 | Noruega                                        | 3:0 (3:0) | Francia | Donaustadion, Ulm                                  |                                                    |
| 19:45               | Knudsen 14' · Sykora 18' (a.g.) · Mellgren 40' | Reporte   |         | Asistencia: 3,100 espectadores Árbitra: Wendy Toms | Asistencia: 3,100 espectadores Árbitra: Wendy Toms |

| 28 de junio de 2001 | Francia                                      | 3:4 (2:2) | Dinamarca                                         | Stadion an der Kreuzeiche, Reutlingen              |                                                    |
| 17:30               | Pichon 21' · Mugneret-Béghé 27' · Blouin 83' | Reporte   | Krogh 15' (pen.), 90' · Bonde 19' · Andersson 71' | Asistencia: 6,600 espectadores Árbitra: Eva Ödlund | Asistencia: 6,600 espectadores Árbitra: Eva Ödlund |

| 28 de junio de 2001 | Noruega      | 1:1 (1:1) | Italia      | Stadion an der Kreuzeiche, Reutlingen                   |                                                         |
| 19:45               | Mellgren 16' | Reporte   | Guarino 14' | Asistencia: 6,000 espectadores Árbitra: Elke Fielenbach | Asistencia: 6,000 espectadores Árbitra: Elke Fielenbach |

| 1 de julio de 2001 | Dinamarca       | 1:0 (0:0) | Noruega | Scholz-Arena, Aalen                                     |                                                         |
| 16:30              | M. Pedersen 85' | Reporte   |         | Asistencia: 3,480 espectadores Árbitra: Claudine Brohet | Asistencia: 3,480 espectadores Árbitra: Claudine Brohet |

| 1 de julio de 2001 | Francia                          | 2:0 (1:0) | Italia | Donaustadion, Ulm                                       |                                                         |
| 16:30              | Pichon 37' · Jézéquel 74' (pen.) | Reporte   |        | Asistencia: 3,100 espectadores Árbitra: Elke Fielenbach | Asistencia: 3,100 espectadores Árbitra: Elke Fielenbach |

## Segunda fase
|  | Semifinales      | Semifinales |   |  | Final            | Final |  |
|  |                  |             |   |  |                  |       |  |
|  | 4 de julio – Ulm |             |   |  |                  |       |  |
|  | Alemania         | 1           |   |  |                  |       |  |
|  | Noruega          | 0           |   |  |                  |       |  |
|  |                  |             |   |  |                  |       |  |
|  |                  |             |   |  | 7 de julio – Ulm |       |  |
|  |                  |             |   |  | Alemania (t.s.)  | 1     |  |
|  |                  | Suecia      | 0 |  |                  |       |  |
|  |                  |             |   |  |                  |       |  |
|  |                  |             |   |  |                  |       |  |
|  |                  |             |   |  |                  |       |  |
|  | 4 de julio – Ulm |             |   |  |                  |       |  |
|  | Dinamarca        | 0           |   |  |                  |       |  |
|  | Suecia           | 1           |   |  |                  |       |  |

### Semifinales
| 4 de julio de 2001 | Alemania   | 1:0 (0:0) | Noruega | Donaustadion, Ulm                                   |                                                     |
| 15:05              | Smisek 57' | Reporte   |         | Asistencia: 13,524 espectadores Árbitra: Wendy Toms | Asistencia: 13,524 espectadores Árbitra: Wendy Toms |

| 4 de julio de 2001 | Dinamarca | 0:1 (0:1) | Suecia      | Donaustadion, Ulm                                         |                                                           |
| 17:30              |           | Reporte   | Nordlund 9' | Asistencia: 7,200 espectadores Árbitra: Katriina Elovirta | Asistencia: 7,200 espectadores Árbitra: Katriina Elovirta |

### Final
| 7 de julio de 2001 | Alemania   | 1:0 (0:0) (t. s.) | Suecia | Donaustadion, Ulm                                        |                                                          |
| 15:00              | Müller 98' | Reporte           |        | Asistencia: 18,000 espectadores Árbitra: Nicole Petignat | Asistencia: 18,000 espectadores Árbitra: Nicole Petignat |

|                             |
| Bandera de Alemania         |
| Campeón Alemania 5.º título |

## Estadísticas

### Tabla general
| Equipo | Equipo     | Pts. | PJ | PG | PE | PP | GF | GC | Dif. | Rend. |
| ------ | ---------- | ---- | -- | -- | -- | -- | -- | -- | ---- | ----- |
| 1      | Alemania   | 12   | 5  | 5  | 0  | 0  | 13 | 1  | 12   | 100%  |
| 2      | Suecia     | 9    | 5  | 3  | 0  | 2  | 7  | 4  | 3    | 60%   |
| 3      | Dinamarca  | 6    | 4  | 2  | 0  | 2  | 6  | 6  | 0    | 50%   |
| 4      | Noruega    | 4    | 4  | 1  | 1  | 2  | 4  | 3  | 1    | 33,2  |
| 5      | Italia     | 4    | 3  | 1  | 1  | 1  | 3  | 4  | -1   | 44,4% |
| 6      | Francia    | 3    | 3  | 1  | 0  | 2  | 5  | 7  | -2   | 33,3% |
| 7      | Rusia      | 1    | 3  | 0  | 1  | 2  | 1  | 7  | -6   | 11,1% |
| 8      | Inglaterra | 1    | 3  | 0  | 1  | 2  | 1  | 8  | -7   | 11,1% |

### Goleadoras
| Jugadora         | Selección | Goles |
| ---------------- | --------- | ----- |
| Claudia Müller   | Alemania  | 3     |
| Sandra Smisek    | Alemania  | 3     |
| Bettina Wiegmann | Alemania  | 2     |
| Maren Meinert    | Alemania  | 2     |
| Gitte Krogh      | Dinamarca | 2     |
| Marinette Pichon | Francia   | 2     |
| Patrizia Panico  | Italia    | 2     |
| Dagny Mellgren   | Noruega   | 2     |
| Hanna Ljungberg  | Suecia    | 2     |

### Autogoles
| Jugadora          | Selección | Rival   | Autogoles |
| ----------------- | --------- | ------- | --------- |
| Emmanuelle Sykora | Francia   | Noruega | 1         |